# Uroš Marović
Uroš Marović (ur. 4 lipca 1946 w Belgradzie, zm. 23 stycznia 2014 tamże) – piłkarz wodny. W barwach Jugosławii złoty medalista olimpijski z Meksyku.
Mierzący 196 cm wzrostu zawodnik w 1968 wspólnie z kolegami triumfował w rywalizacji waterpolistów. Brał udział w IO 72 i IO 76 (dwukrotnie piąte miejsce). Reprezentował barwy Partizana.